# Saptis
SapTis( Structure Analysis Program for Temperature and its Induced Stress)早期为一款混凝土结构温度场、温度应力分析软件，由中国水利水电科学研究院张国新独自开发，已有20多年的开发应用历史。现已开发成为一款大型结构温度场、应力场线性及非线性分析程序。主要功能及特点如下：

## 混凝土坝浇筑到运行全过程仿真分析
用于模拟分析混凝土坝浇筑到运行期全过程的温度场、变形场及应力场，可以模拟如下影响温度和应力的过程：
1. 混凝土浇筑过程：可模拟每一仓混凝土的浇筑，模拟混凝土的分层、分仓、跳仓浇筑方式。
2. 混凝土的硬化过程：可考虑混凝土水化热温升、弹性模量、徐变度、自生体积变形等随龄期的变化
3. 温度控制过程：考虑入仓温度、加减保温、分期通水冷却等温控措施，精细模拟大坝的温度场及变化过程。
4. 并缝灌浆过程：模拟分缝分块浇筑的混凝土的并缝灌浆过程。
5. 蓄水过程：在模拟分仓分层浇筑混凝土对温度场、应力场影响的同时，可考虑分期蓄水，模拟分期蓄水过程中温度场、应力场的变化。
6. 大坝长期运行过程：可以在施工期仿真模拟的基础上，模拟大坝长期运行期间随气温、水位、水温变化过程中坝体温度、变形、应力的变化过程

## 大坝浇筑到运行全过程非线性模拟
Saptis 具备非线性分析功能：具有脆断、软化、理想弹塑性三种模型。可采用的屈服准则包括：D-P准侧、M-C准则、三~五参数混凝土屈服准则，可用于对高坝进行超载、降强等非线性安全度分析。

## 基础及洞室开挖、衬砌、锚固模拟
利用Saptis的单元死活法可以模拟基础和洞察开控及衬砌过程，利用Saptis的锚杆单元、锚索单元可以模拟基础和洞室的锚固过程。

## 缝的开闭，剪切滑移等模拟
Spatis具有多种缝单元，可以模拟大坝多种键槽作用，模拟灌浆前的开闭、灌浆过程、灌浆的后开闭屈服等，从而模拟大坝施工至运行期间多种缝的状态及其对大坝受力状态的影响。

## 水—热—力耦合分析
Saptis近期新开发了多场耦合分析功能，可以用以模拟各种结构的水—热—力的耦合作用。

## 丰富的单元库和高效方程求解器
Saptis具有多种实体单元、缝单元、杆梁锚索单元等，可用以模拟水利水电工程中遇到的各种温度、渗流、变形、应力等问题。采用高效压缩数据存贮方式，具有共轭梯度法、高斯直接解法、直接并行解法等多种方程求解器，利用微机即可求解数百万自由度的结构分析问题。利用高性能服务器，可以对水利水电工程进行大规模有限元分析。
Saptis已成功用于三峡、二滩、龙滩、小湾、溪洛渡、锦屏、拉西瓦、白鹤滩、糯扎渡、乌东德、景洪、鲁地拉、观音岩、南水北调等工程的各种温度、应力、形变、安全度等分析。